# 馬努國家公園

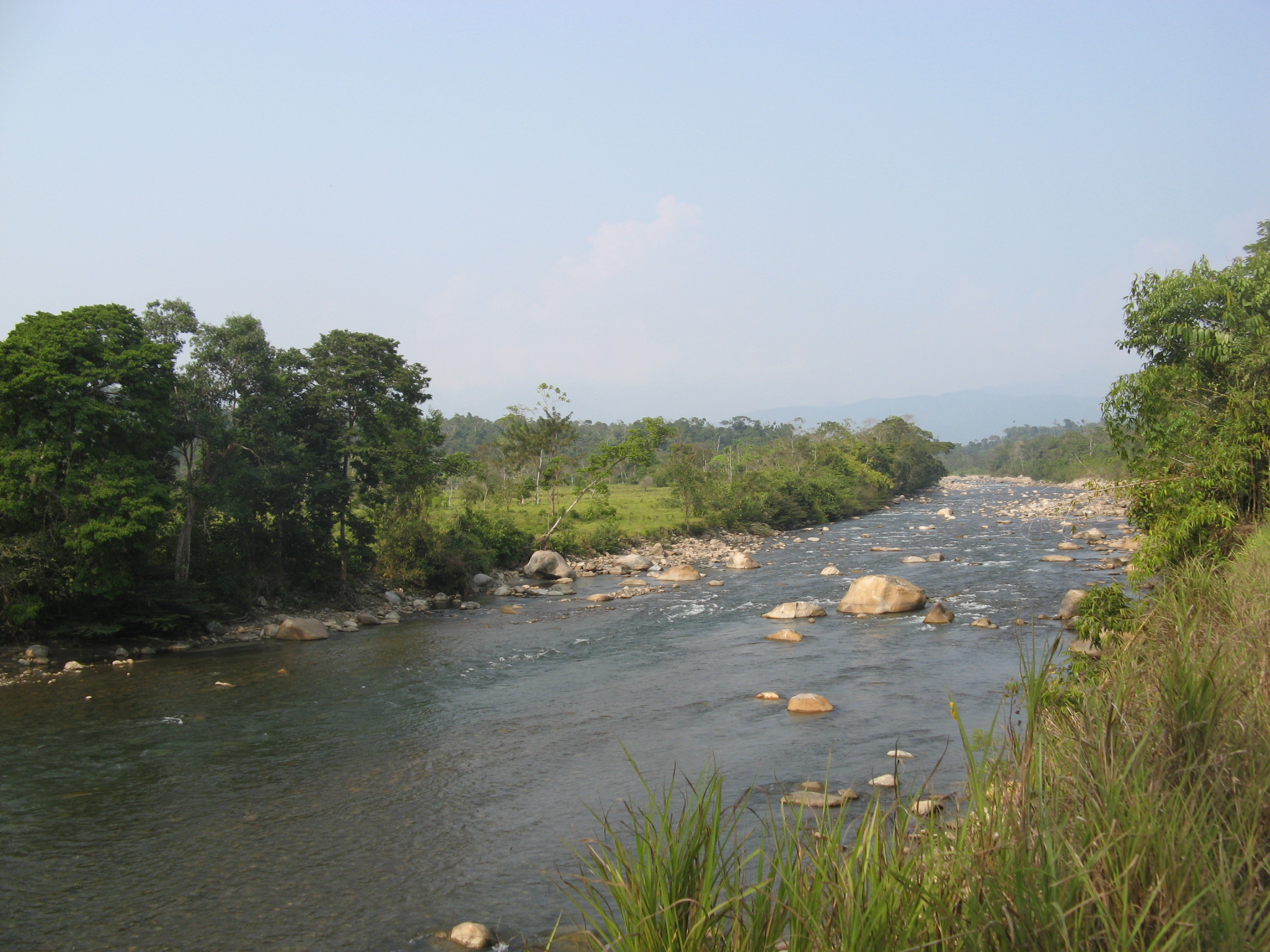

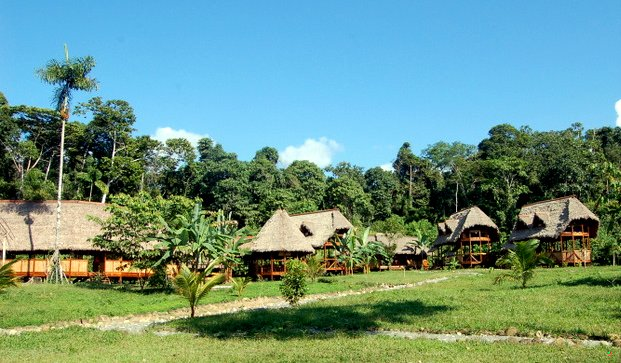

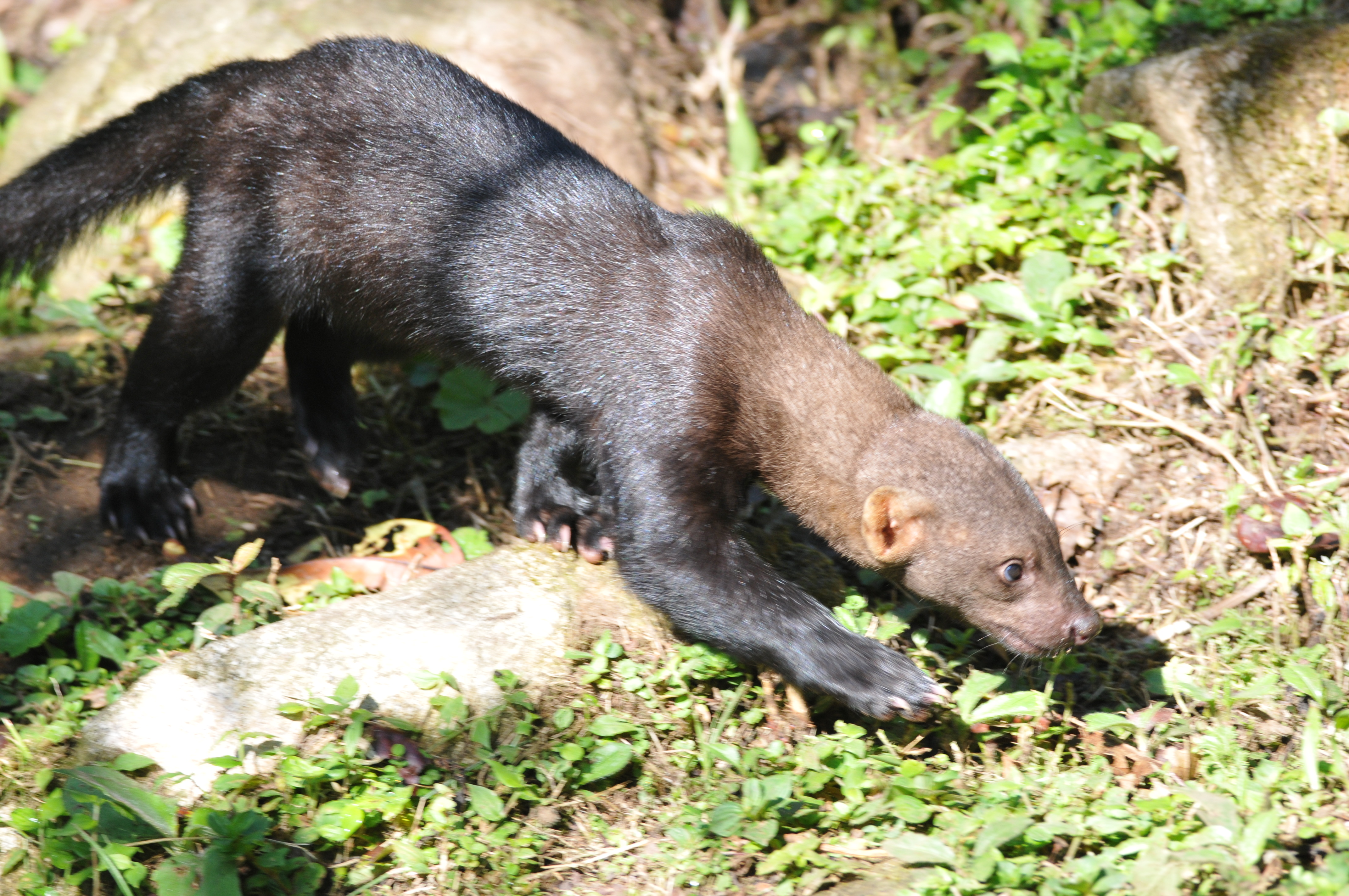

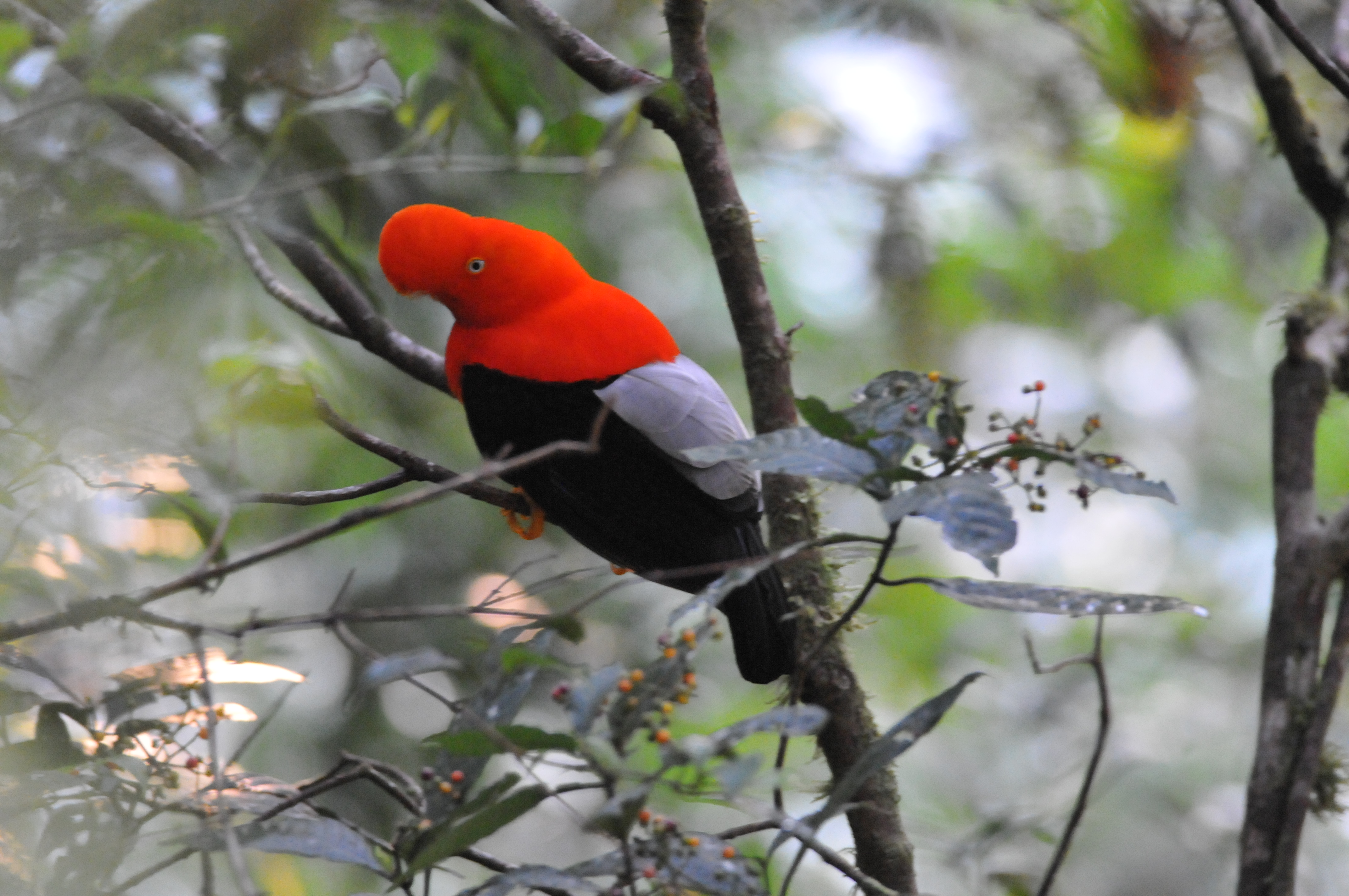

馬努國家公園（西班牙語：Parque nacional del Manu）是秘魯的國家公園，位於該國東南部亞馬遜盆地，由庫斯科大區負責管轄，面積1,716平方公里，始建於1973年5月29日，是222種哺乳類動物的棲息地。

## 外部連結
- World Conservation Monitoring Centre
- Official UNESCO website entry （页面存档备份，存于）
- Manu national Park map
- Manu the living Edens （页面存档备份，存于）
- Cocha Cashu Biological Station （页面存档备份，存于）
- Manu Learning Centre
- Frogs of Acjanaco, Manu National Park （页面存档备份，存于）